# United States Air Force Academy
United States Air Force Academy (pol. Akademia Sił Powietrznych Stanów Zjednoczonych) – uczelnia szkoląca przyszłych pilotów wojskowych, położona w rejonie Colorado Springs w hrabstwie El Paso w Kolorado. 

## Historia
Za datę powstania akademii przyjmuje się 1 kwietnia 1954 roku, kiedy Prezydent USA Dwight D. Eisenhower podpisał ustawę Kongresu o powstaniu akademii szkolącej przyszłych pilotów wojskowych. 24 czerwca 1954 roku sekretarz sił powietrznych Harold E. Talbott ogłosił, że miejscem powstania uczelni będzie Colorado Springs. Pierwszym dowódcą akademii został generał brygady (Lieutenant general) Hubert R. Harmon, a w lipcu 1955 pierwszy rocznik 306 kadetów rozpoczął naukę. Początkowo studenci uczyli się na terenie Bazy Lotniczej Lowry w Denver. W sierpniu 1958 roku kadeci przenieśli się do nowo wybudowanych budynków, a rok później pierwszy rocznik ukończył akademię. Pierwsi kadeci, którzy ukończyli akademię, są autorami kodeksu honorowego obowiązującego kadetów do dziś, brzmi on: "We will not lie, steal or cheat, not tolerate among us anyone who does" (nie będziemy kłamać, kraść ani oszukiwać, nie tolerujemy wśród nas nikogo, kto to robi). Propagowaniem hasła zajmuje się Komitet Kodeksu Honorowego, który składa się z 164 kadetów ze wszystkich roczników i jednego oficera. Studenci pierwszego rocznika wybrali również sokoła (The Bird) jako maskotkę uczelni. 7 października 1975 roku prezydent Gerald R. Ford podpisał ustawę zezwalającą kobietom na wstępowanie do wojskowych szkół. Rok później 157 kobiet zaczęło uczęszczać na zajęcia w Colorado. Rocznik, który ukończył szkołę w 1979 roku, był ostatnim całkowicie męskim rocznikiem, stąd zyskał przydomek "LCWB", co można tłumaczyć jako Last Class With Balls lub nieco rzadziej Last Class Without Bitches. W 2000 roku 17% kadetów uczelni stanowiły kobiety. Obecność kobiet na uczelni niestety ma również swoje mroczne konsekwencję, odnotowano przypadki seksualnych ataków na studentki.

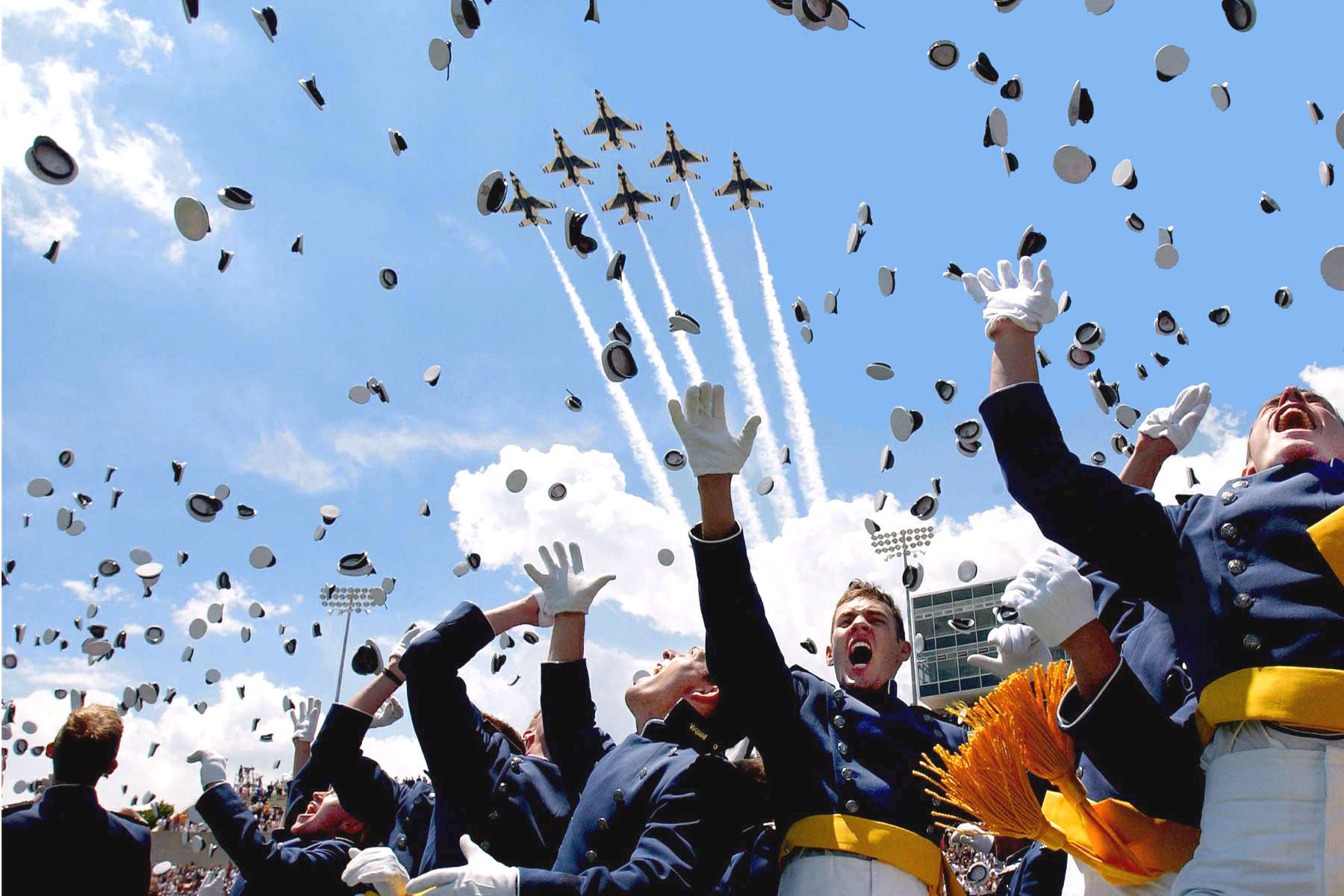
Kadeci świętujący ukończenie uczelni

## Kryteria przyjęć
Aby dostać się na akademię, trzeba spełniać następujące warunki:
- Być obywatelem Stanów Zjednoczonych (to kryterium nie dotyczy studentów zagranicznych zaproszonych na uczelnię przez Departament Obrony)
- Być kawalerem/panną bez dzieci
- Mieć od 17 do 23 lat
- Wyróżniać się bardzo dobrymi ocenami ze szkoły średniej
- Uprawiać sport oraz być w bardzo dobrej kondycji fizycznej i psychicznej

Mężczyźni powinni mieć wzrost pomiędzy 162 cm a 195 cm (dla tych, którzy w przyszłości chcą zostać pilotami), a na innych wydziałach od 152 cm do 203 cm. W przypadku kobiet wartości te wynoszą 147 cm do 203 cm. Kandydaci przechodzą badania medyczne oraz test sprawnościowy. Test sprawnościowy składa się z ćwiczeń fizycznych i biegu na dystansie 1,5 mili (ok 2,4 km). Mężczyźni muszą ten dystans pokonać w czasie 7–12 minut, kobiety 8–14 minut. Po testach sprawnościowych są egzaminy z języka angielskiego, matematyki i fizyki.

## Nauka
Nauka w akademii trwa cztery lata. Nauka rozpoczyna się szkoleniem ogólnowojskowym (Basic Cadet Training) trwającym 5 tygodni, po zakończeniu szkolenia kadeci składają przysięgę i rozpoczynają normalne zajęcia. Na akademii pracuje ponad 500 nauczycieli akademickich około 50% wykładowców posiada stopień doktora nauk. Duży nacisk kładziony jest na naukę języków obcych. Każdego roku grupa 160 wybranych kadetów spędza 6 tygodni na praktykach poza murami uczelni w bazach lotniczych, departamencie obrony lub innych instytucjach związanych z lotnictwem lub obroną. Dużo czasu podczas studiów kadeci spędzają na treningu fizycznym. Uczelnia posiada bardzo rozbudowaną bazę sportową z salami gimnastycznymi do koszykówki, boiskami treningowymi, krytymi basenami, krytymi kortami tenisowymi, boiskami do gry w squasha i piłki ręcznej, lodowiskiem do gry w hokeja, siłownie i bieżnie tartanowe, boiska do gry w piłkę nożną, baseball, rugby oraz własny stadion (Falcon Stadium) do gry w futbol amerykański. Pilotami wojskowymi pozostaje tylko niewielka część absolwentów, zaawansowane szkolenie lotnicze przechodzą oni już po ukończeniu akademii. Podczas studiów kadeci kończą jedynie podstawowe szkolenie lotnicze na szybowcach i ok. 40 godzin na samolotach silnikowych. Kadeci chcący uzyskać wymagane uprawnienia do latania w lotnictwie cywilnym mogą skorzystać z aeroklubu, szkoląc się na samolotach typu Cessna. Koszt takiego szkolenia w niewielkim stopniu pokrywa sam kadet.

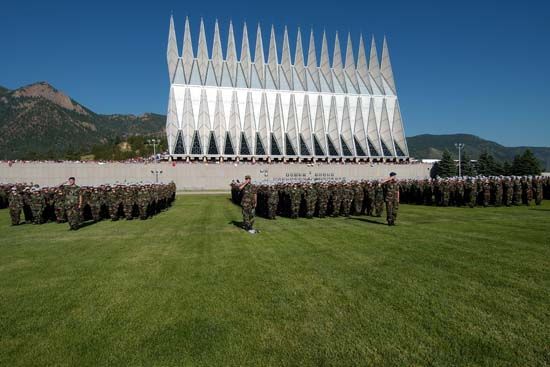
Kaplica akademii zaprojektowana przez Waltera Netscha

## Warunki socjalne
Kampus akademii zajmuje 73 km², budynki uczelni projektował architekt Walter Netsch. Jednym z najbardziej znanych i charakterystycznych budynków jest miejscowa kaplica zaprojektowana również przez niego. Kadeci mają do dyspozycji dwuosobowe pokoje w akademikach, osobno kobiety, osobno mężczyźni. Starsze roczniki mają w pokojach dostęp do Internetu. Akademia nie zaniedbuje rozwoju duchowego swoich studentów, miejsca do modlitwy mają katolicy, protestanci i żydzi. Czas studentom wypełniony jest od godziny 6 rano do 11 wieczór, w święta Bożego Narodzenia oraz na Wielkanoc kadeci mogą odwiedzać rodziny.